# Kanō Tannyū
Kanō Tannyū fue un pintor japonés de asuntos de género, animales y composiciones murales de la escuela Kanō. Su verdadero nombre era  Kanō Morinobu, apodado Shirojirō, Uneme. Firmó bajo varios nombres artísticos diferentes: Tannyû, Byakurenshi, Hippōdaikoji, Seimei. Nació el 4 de marzo de 1602 y falleció el 4 de noviembre de 1674, 

## Biografía y recorrido artístico

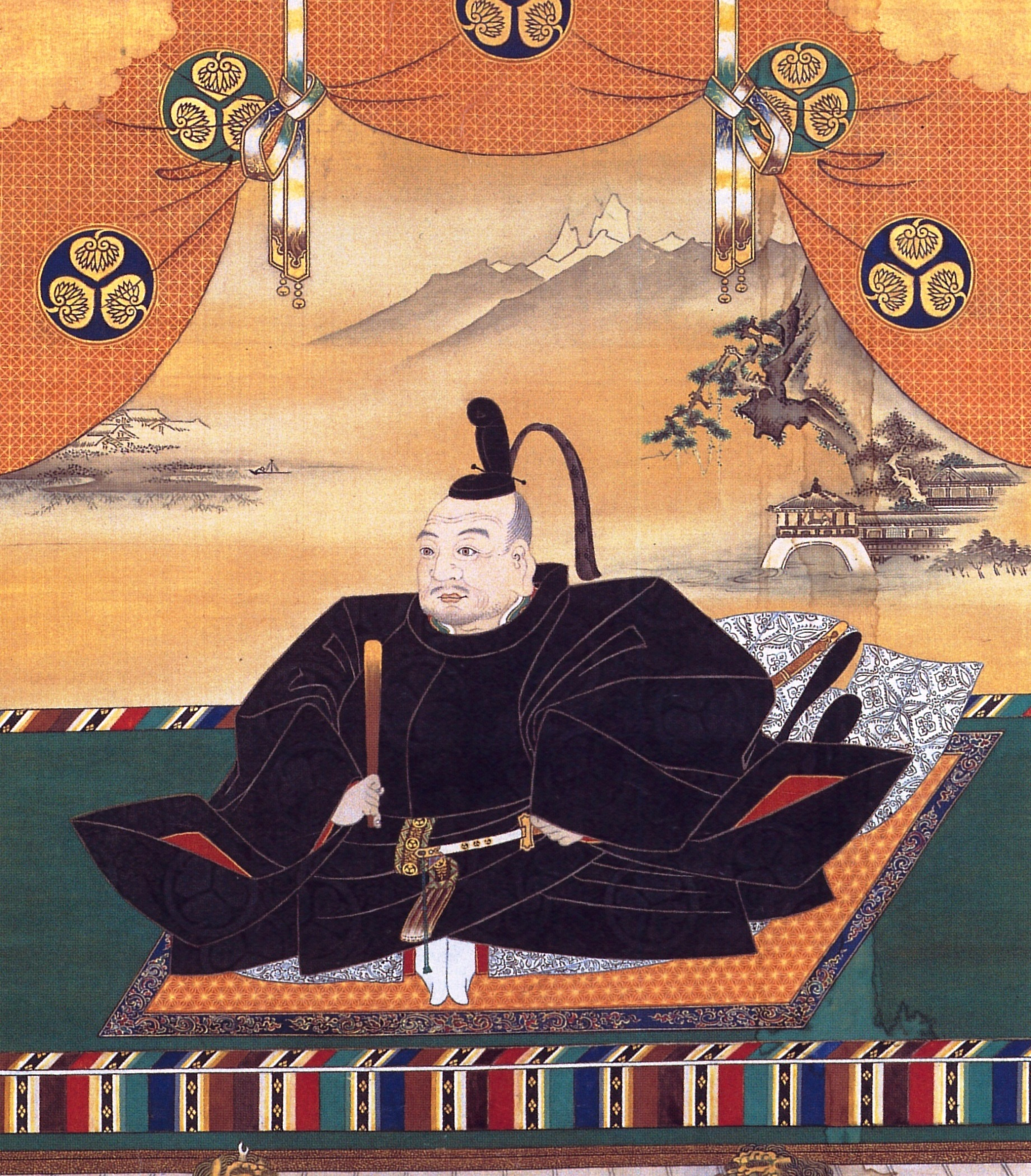
Pintura de Tokugawa Ieyasu

### Lo decorativo en los siglosXVIyXVII
Antes incluso de la muerte en Kyōto de Sanraku, último representante del estilo Momoyama, aparece una nueva generación de pintores: la escuela principal de Kanō, ligada ahora al clan Tokugawa, cambia de jefe y son tres nietos de Eitoku, es decir, los hijos de Takanobu, Tannyū, Naonobu y Yasunobu, los que toman el mando del taller, convirtiéndose así en la academia oficial del nuevo Shogunato de Edo. Después de la muerte súbita de su padre, el primer trabajo de entidad al que tienen que plantar cara, sobre todo el primogénito Tannyū, es la decoración del castillo de Nijō, construido en Kyōto de 1601 a 1603 por Tokugawa Ieyasu.
En 1626, Iemitsu, su nieto, con el fin de afirmar la potencia del nuevo shogunato frente a la familia imperial, invita solennemente al emperador Go-mizunoo a alojarse en este castillo, el cual ordena embellecer añadiendo nuevos edificios y renovando completamente su decoración. La ejecución de este trabajo en un tiempo limitado es una verdadera prueba que decide el destino de Tannyū y de su familia. Gracias a su tenacidad, el joven artista, que recuerda a sus contemporáneos a su abuelo Eitoku durante la construcción del castillo de Azuchi), consigue dar a todos estos grandiosos edificios un nuevo resplandor, ayudado en su tarea por su hermano pequeño Naonobu o los talentosos discípulos formados por su padre.

### La pintura de género de los siglos XVI y XVIII
A este monumento magnífico, a menudo se le ha llamado el Versalles de Japón, solo el palacio de ni-no-maru (segundo recinto que constituye la parte oeste del castillo) nos ha llegado casi íntegramente. Este conjunto de cinco grandiosos edificios, conectados entre ellos por anchos corredores, fue erigido durante la fundación del castillo en 1603, y decorado nuevamente en 1626. Se presenta pues como el único testigo del fasto de los grandes palacios de esta época. La decoración de la parte más noble, ō-hiroma (las grandes salas de audiencia), es debida, posiblemente, al pincel de Tannyū al frente de su taller. Todos los muros están cubiertos de grandes composiciones polícromas sobre fondo de oro que tratan el tema tradicional de los pinos y de los pájaros.

### Tendencias diversas de la pintura moderna posterior
Pero aquí, el esfuerzo de los artistas tiende a magnificar la potencia del nuevo dictador. Sobre una larga división de la cuarta sala, por ejemplo, un solo pino gigantesco ocupa un espacio de catorce metros de longitud sobre cinco metros de altura. Posada entre la espesura, una vieja águila parece dominar toda la sala con su dignidad real. Sin embargo, ante la demasiado vasta proporción del espacio del fondo de oro, se comienza a sentir la vanidad de este lujo: la pintura se congela a pesar de las dimensiones grandiosas de los árboles y de los pájaros. Esta peligrosa afición hacia el academicismo va a corromper enseguida a la Escuela Kanō, desde los sucesores directos de Tannyū, que se benefician todavía del elevado patrocinio del gobierno shogunal. 
Entre sus mejores discípulos se encuentra Kusumi Morikage (1602-1664).

### Treinta y seis inmortales de la poesía
Los grandes autores de waka (poemas cortos japoneses) son llamados «poetas inmortales». Fujiwara no Kintō (siglos X-XI), escoge treinta y seis poetas célebres, los cuales se dividen en dos grupos de dieciocho poetas cada uno. El primero de los grupos fue propuesto por Kakinomoto no Hitomaro y el segundo por Ki no Tsurayuki. Estos treinta y seis poetas compitieron en un gran concurso de poesía. Están representados sentados sobre tatamis realzados, sobre fondo de oro,  pintados por los hermanos Kanō (Tannyū, Naonobu y Yasunobu) que trabajan para el shogunato de la época. Cada uno de ellos realiza doce retratos.
El santuario de Kotohira-gū dispone de documentos que detallan la atribución a cada uno de los tres hermanos Kanō. Tannyū pinta las seis primeros poetas del grupo de Hitomaro y los seis premeros del grupo   Tsurayuki. Naonobu realiza los doce otros poetas del grupo Hitomaro y Yasunobu    termina los doce últimos poetas del grupo Tsurayuki. Los poemas caligrafiados están ejecutados por los nobles de la Corte.
Estos retratos sobre marcos son de las mismas dimensiones (63,6x41,6 cm), y están pintados en pan de oro sobre madera y datados: 1648.

## Galería

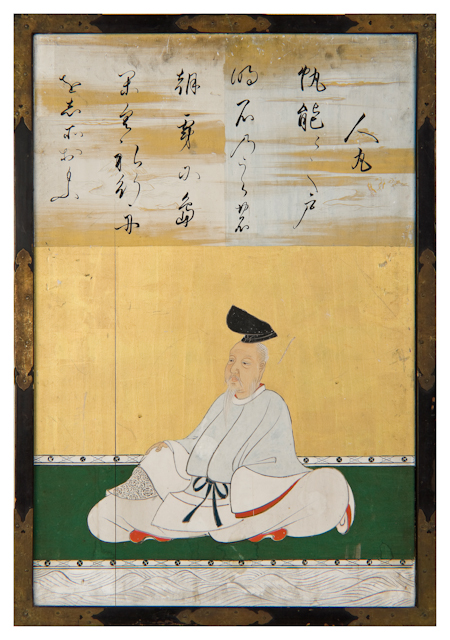
Kakinomoto no Hitomaro
 (柿本人麻呂?)
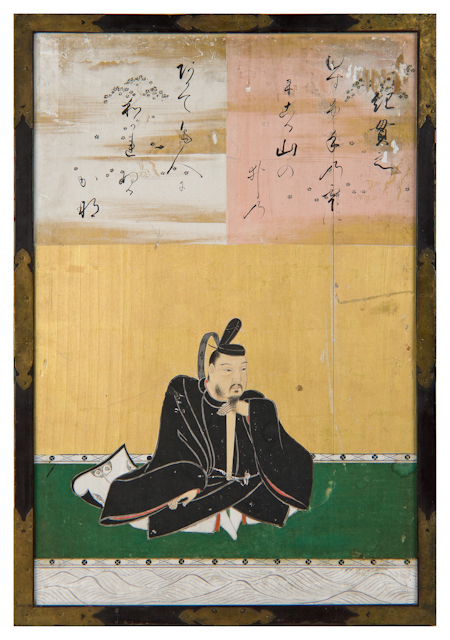
Ki no Tsurayuki
 (紀貫之?)
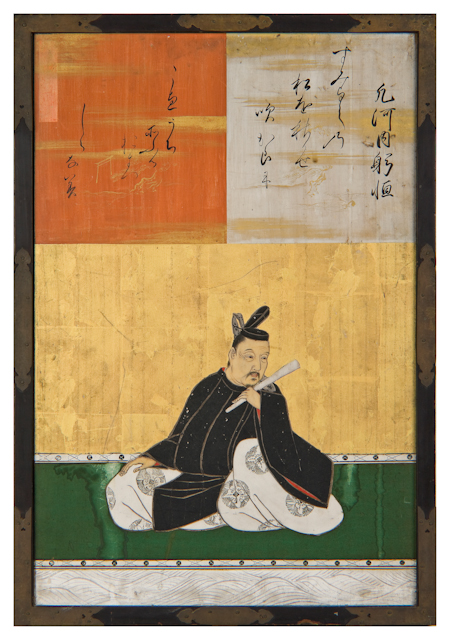
Ōshikōchi Mitsune
 (凡河内躬恒?)
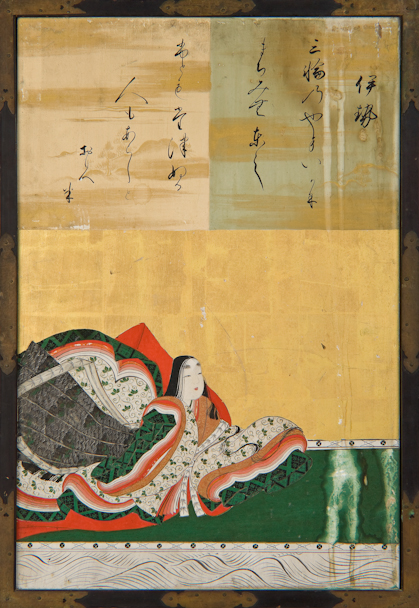
Ise (伊勢?)
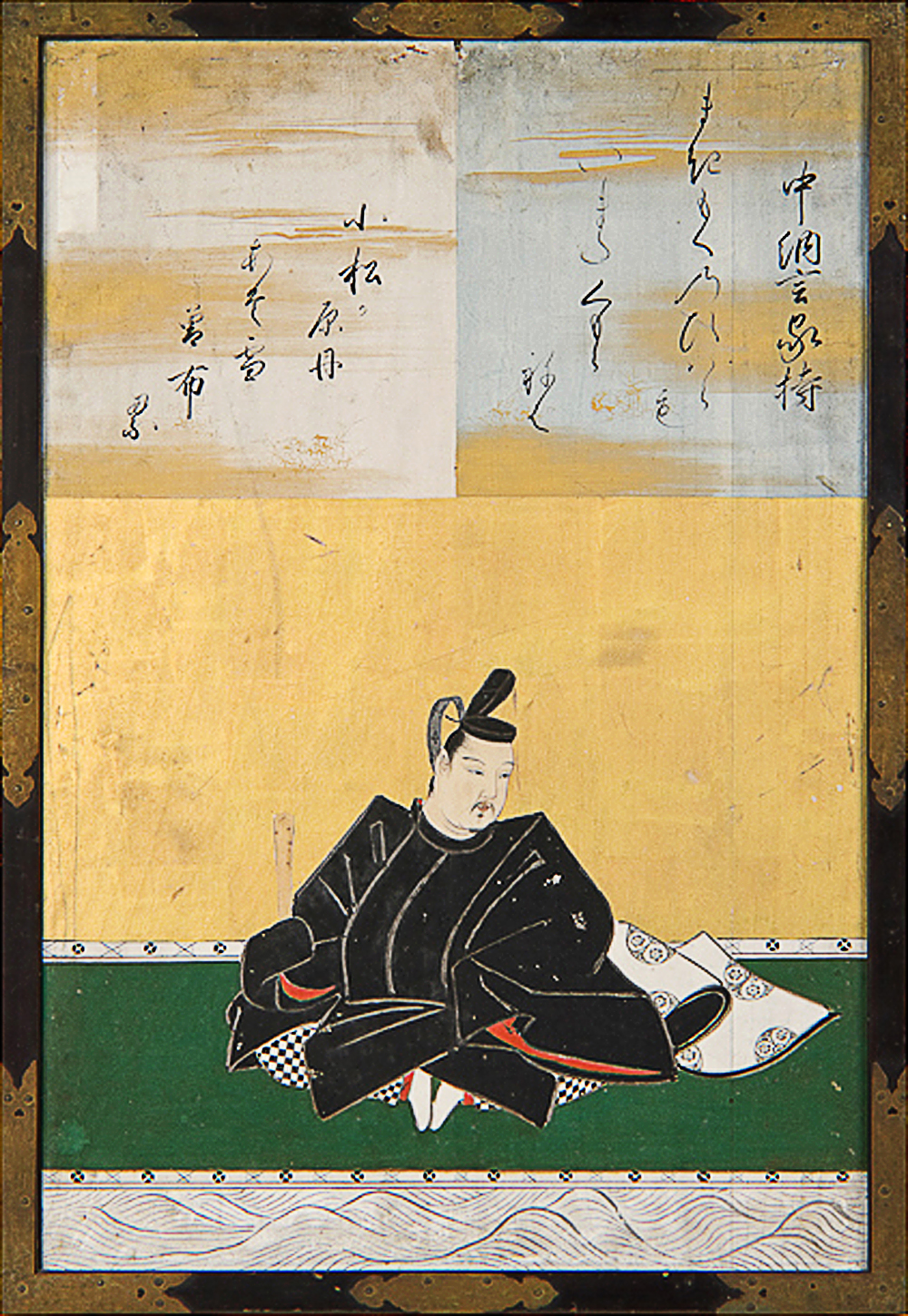
Ōtomo no Yakamochi
 (大伴家持?)
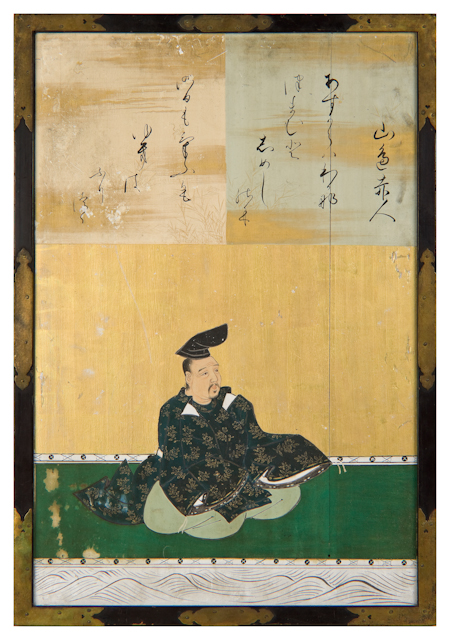
Yamabe no Akahito
 (山部赤人?)

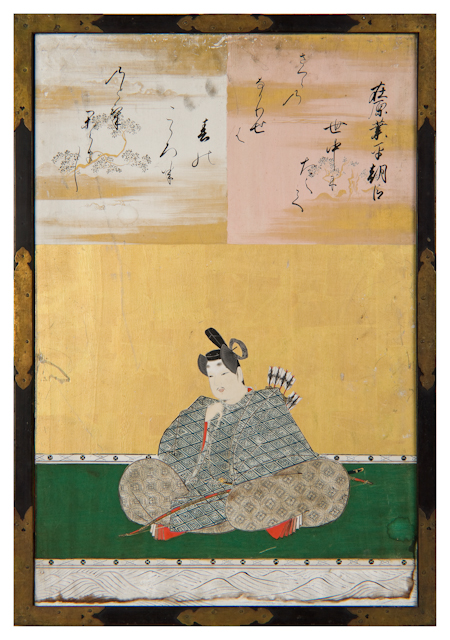
Ariwara no Narihira
 (在原業平?)
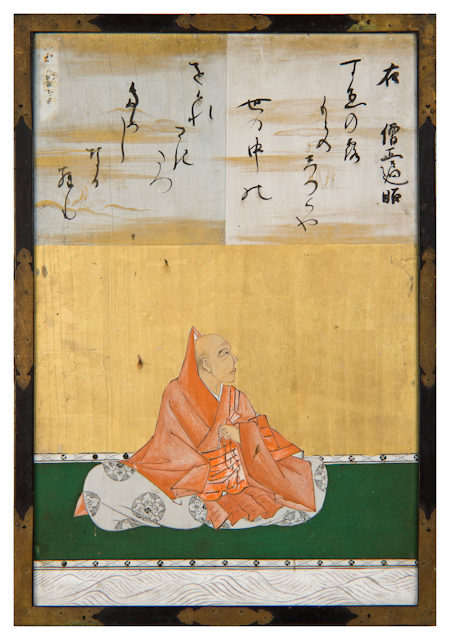
Henjō
 (遍昭?)
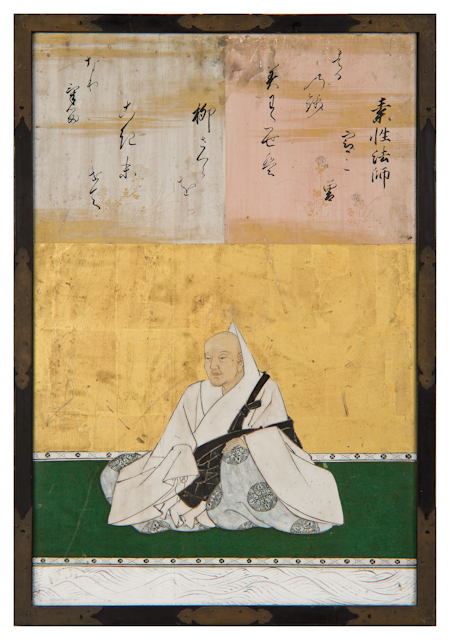
Sosei
 (素性?)
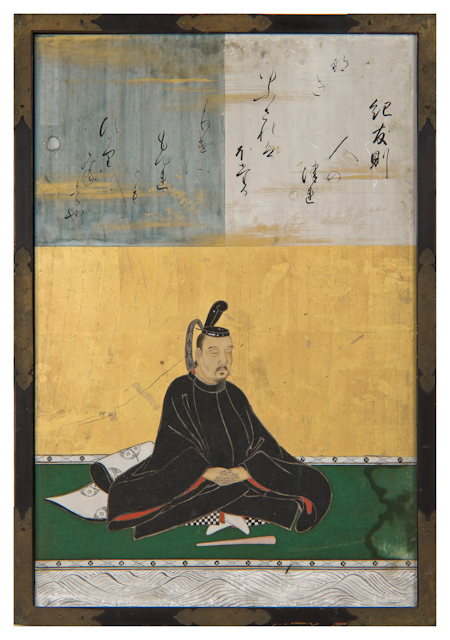
Ki no Tomonori
 (紀友則?)
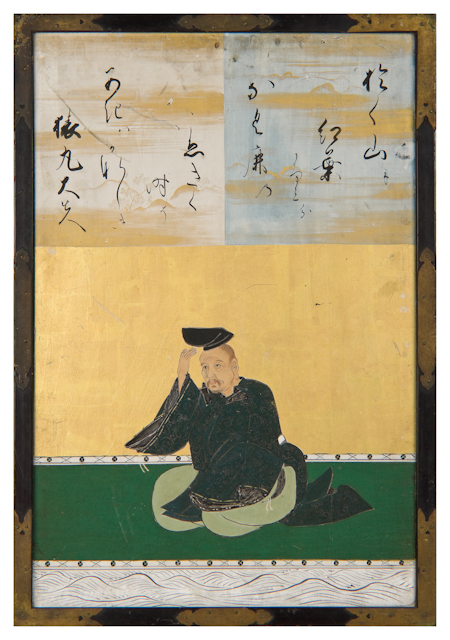
Sarumaru no Taifu
 (猿丸大夫?)
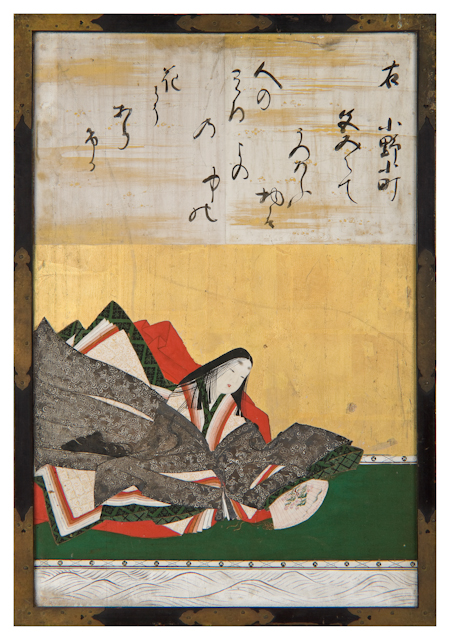
Ono no Komachi
 (小野小町?)

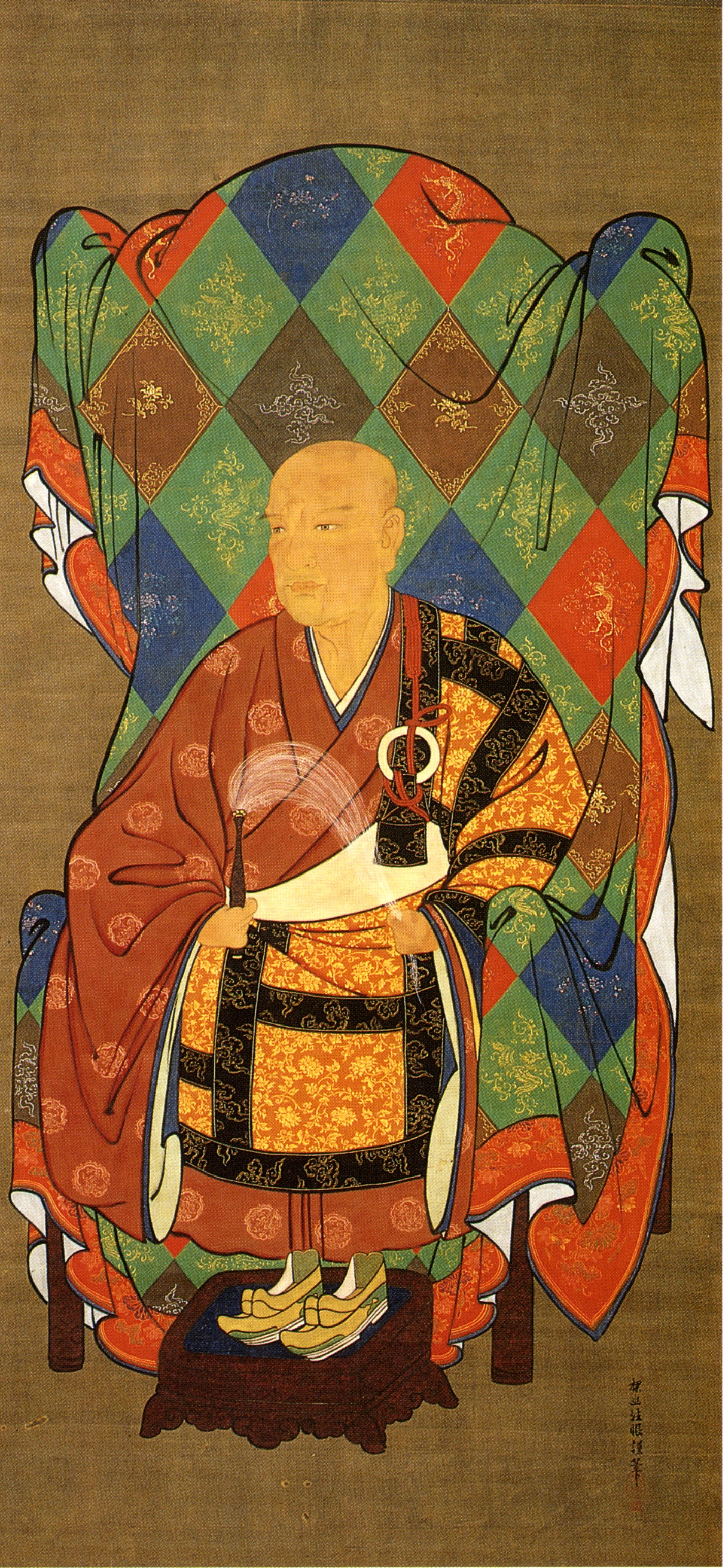
Ishin Sūden
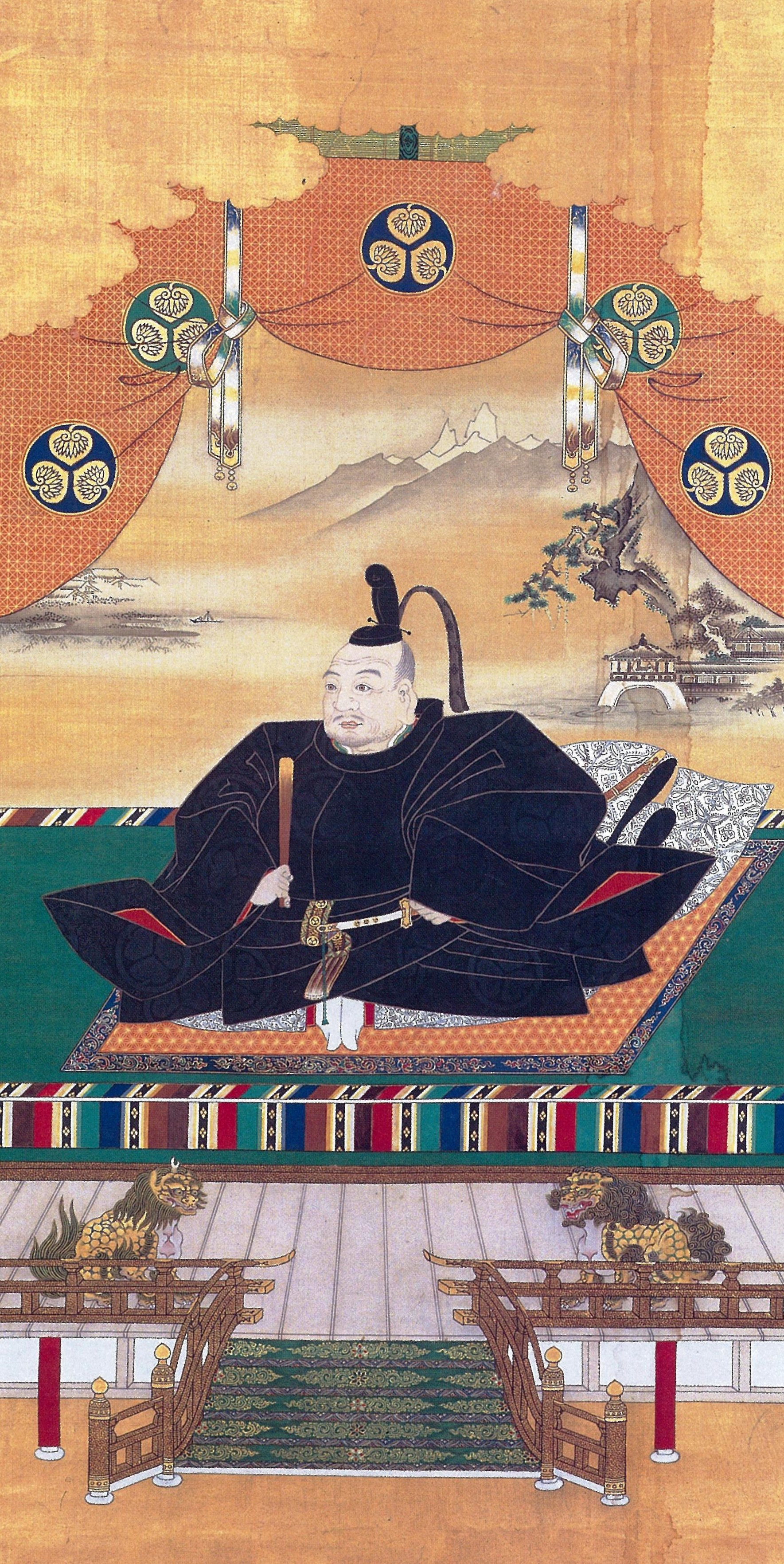
Tokugawa Ieyasu
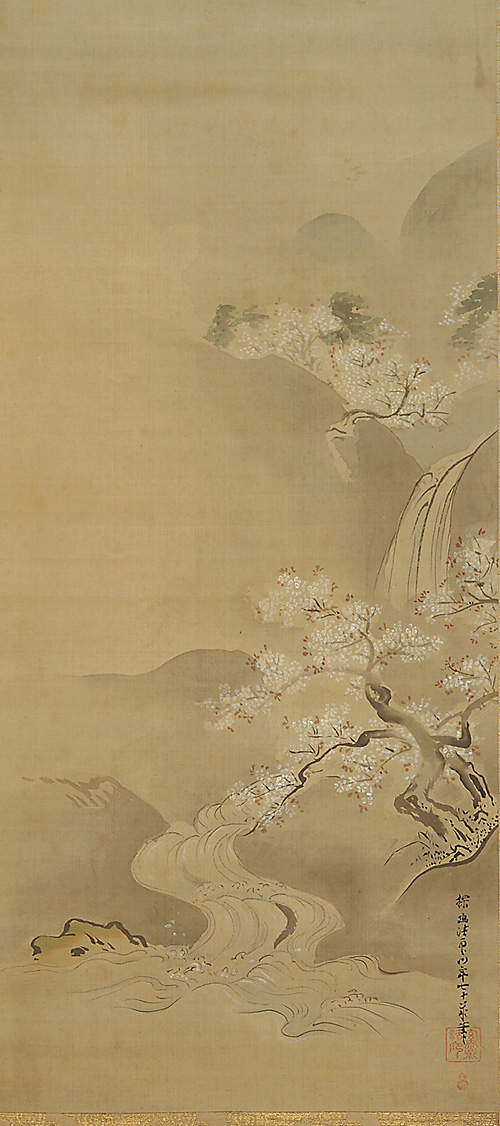
Spring Landscape

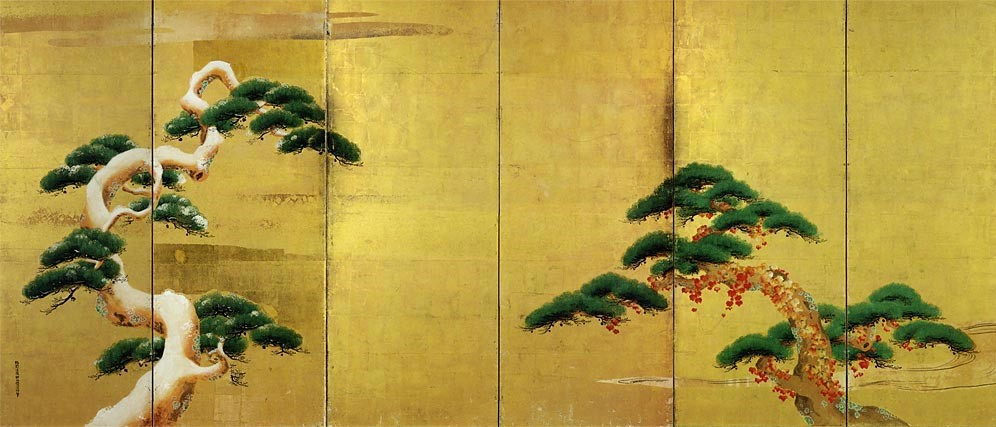
Cuatro estaciones
Fénix y Paulownia (parte derecha)
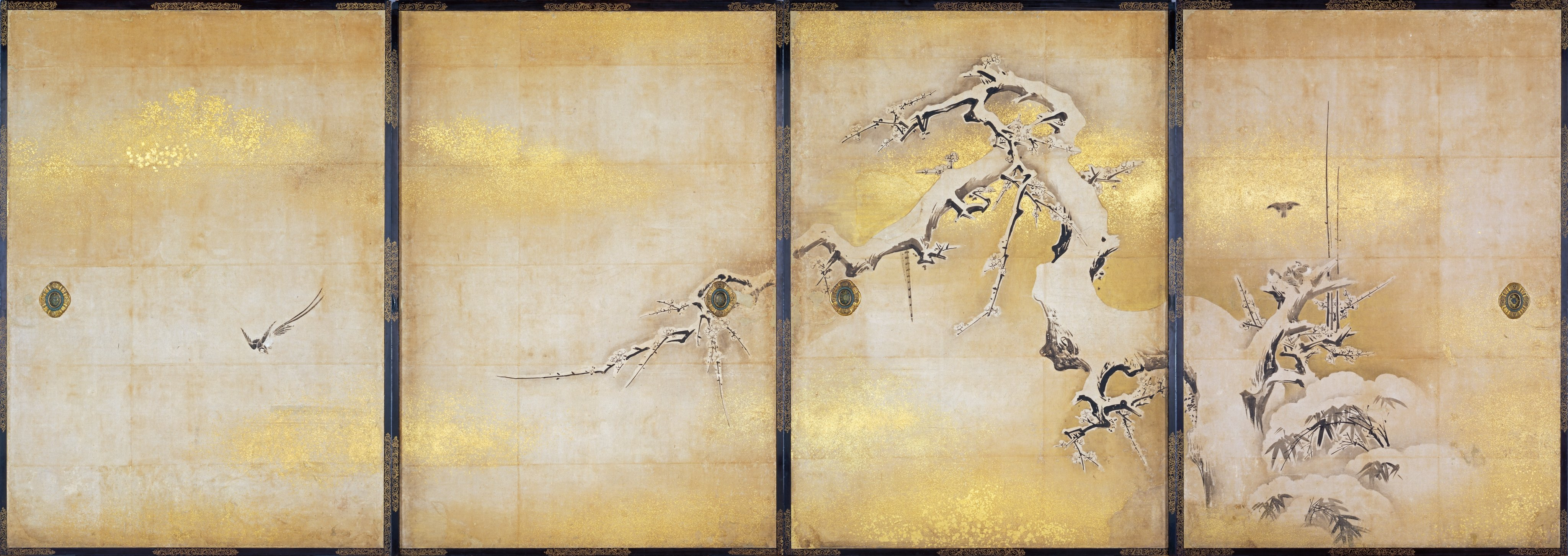
Árbol de bambú y ciruelo en invierno(Nagoya)